# Phaonia hunza
Phaonia hunza este o specie de muște din genul Phaonia, familia Muscidae, descrisă de Shinonaga în anul 2007.
Este endemică în Pakistan. Conform Catalogue of Life specia Phaonia hunza nu are subspecii cunoscute.